# Ken'yū Sugimoto
Ken'yū Sugimoto (杉本 健勇 Sugimoto Kenyū?, Ikuno-ku, Osaka, Osaka, 18 de noviembre de 1992) es un futbolista japonés que juega como delantero para el RB Omiya Ardija de la J2 League.

## Selección nacional
Tras jugar once partidos con la selección de fútbol sub-17 de Japón, y cindo encuentros con la selección de fútbol sub-23 de Japón, finalmente el 5 de septiembre de 2017 hizo su debut con la selección absoluta en un encuentro contra Arabia Saudita que finalizó con un resultado de 1-0 a favor del combinado saudí tras un gol de Fahad Al-Muwallad. Además llegó a disputar un partido de la clasificación para la Copa Mundial de Fútbol de 2018.

### Goles internacionales
| # | Fecha                 | Estadio                                   | Oponente | Gol | Resultado | Competición |
| - | --------------------- | ----------------------------------------- | -------- | --- | --------- | ----------- |
| 1 | 10 de octubre de 2017 | Nissan Stadium, Nashville, Estados Unidos | Haití    | 2–0 | 3-3       | Amistoso    |

## Clubes
| Club                         | País  | Año       | Partidos | Goles |
| ---------------------------- | ----- | --------- | -------- | ----- |
| Cerezo Osaka                 | Japón | 2010-2012 | 37       | 5     |
| Tokyo Verdy (cedido)         | Japón | 2012      | 18       | 5     |
| Cerezo Osaka                 | Japón | 2012-2014 | 77       | 13    |
| Kawasaki Frontale            | Japón | 2015      | 7        |       |
| Cerezo Osaka                 | Japón | 2016-2018 | 116      | 44    |
| Urawa Red Diamonds           | Japón | 2019-2021 | 93       | 11    |
| Yokohama F. Marinos (cedido) | Japón | 2021      | 11       | 3     |
| Júbilo Iwata                 | Japón | 2022-2023 | 40       | 1     |
| Yokohama F. Marinos (cedido) | Japón | 2023      | 13       | 2     |
| RB Omiya Ardija              | Japón | 2024-act. | 34       | 10    |

## Palmarés

### Títulos nacionales
| Título             | Club         | País  | Año  |
| ------------------ | ------------ | ----- | ---- |
| Copa J. League     | Cerezo Osaka | Japón | 2017 |
| Copa del Emperador | Cerezo Osaka | Japón | 2017 |
| Supercopa de Japón | Cerezo Osaka | Japón | 2018 |